# Monarszyk hiacyntowy
Monarszyk hiacyntowy (Hypothymis azurea) – gatunek małego ptaka z rodziny monarek (Monarchidae), występujący w południowej i południowo-wschodniej Azji. Występuje u niego wyraźny dymorfizm płciowy – samiec ma charakterystyczną czarną plamę z tyłu głowy i wąską czarną półobrożę („naszyjnik”), podczas gdy samica jest ubarwiona bardziej stonowanie z oliwkowo-brązowymi skrzydłami i pozbawiona czarnych oznaczeń na głowie. Ich nawoływanie jest podobne jak u azjatyckiej muchodławki rajskiej, a w siedliskach lasów tropikalnych pary mogą dołączać do żerujących stad mieszanych gatunków. Populacje różnią się nieznacznie kolorem upierzenia i rozmiarami. Gatunek nie jest zagrożony wyginięciem.

## Taksonomia
Monarszyk hiacyntowy został opisany przez francuskiego polimata Georges’a-Louisa Leclerca de Buffona w 1779 roku w jego Histoire Naturelle des Oiseaux. Ptak został również zilustrowany na ręcznie malowanej płycie wygrawerowanej przez François-Nicolasa Martineta w Planches Enluminées D'Histoire Naturelle, która została stworzona pod nadzorem Edme-Louisa Daubentona, aby uzupełnić tekst Buffona. Ani podpis pod płytą, ani opis Buffona nie zawierały nazwy naukowej, ale w 1783 roku holenderski przyrodnik Pieter Boddaert ukuł binominalną nazwę Muscicapa azurea w swoim katalogu Planches Enluminées. Buffon określił, że jego okaz został zebrany na Filipinach, ale w 1939 roku amerykański ornitolog James Lee Peters ograniczył lokalizację typową do Manili na wyspie Luzon. Gatunek ten jest obecnie zaliczany do rodzaju Hypothymis wprowadzonego przez niemieckiego zoologa Friedricha Boie w 1826 roku dla taksonu Muscicapa caerulea, który jest obecnie traktowany jako młodszy synonim Hypothymis azurea, a tym samym monarszyk hiacyntowy jest gatunkiem typowym tegoż rodzaju. Nazwa rodzaju pochodzi od starogreckiego hupothumis, nazwy niezidentyfikowanego ptaka wspomnianego przez dramaturga Arystofanesa. Epitet gatunkowy azurea pochodzi ze średniowiecznej łaciny od azureus, co oznacza „lazurowy” lub „lazurowoniebieski”.

### Podgatunki
Międzynarodowy Komitet Ornitologiczny (IOC) wyróżnia następujące podgatunki Hypothymis azurea:
- H. a. styani (Hartlaub, 1899) – pierwotnie opisany jako odrębny gatunek w rodzaju Ficedula. Występuje od Indii i Nepalu po południowo-wschodnie Chiny i Wietnam. Brzuch jest białawy u samców.
- H. a. oberholseri Stresemann, 1913 – występuje na Tajwanie
- H. a. ceylonensis Sharpe, 1879 – pierwotnie opisany jako odrębny gatunek, występuje w Sri Lance. Samce nie mają czarnego „naszyjnika”.
- H. a. tytleri (Beavan, 1867) – pierwotnie opisany jako odrębny gatunek w rodzaju Myiagra. Występuje na Andamanach. Brzuch samców jest niebieski.
- H. a. idiochroa Oberholser, 1911 – Kar Nikobar (północne Nikobary). Brzuch samców jest biały z niebieskim odcieniem.
- H. a. nicobarica Bianchi, 1907 – południowe Nikobary. Brzuch samców jest biały z niebieskim odcieniem.
- H. a. montana Riley, 1929 – północna i centralna Tajlandia
- H. a. galerita (Deignan, 1956), 1929 – południowo-zachodnia i południowo-wschodnia Tajlandia
- H. a. forrestia Oberholser, 1911 – Mergui (u wybrzeży Mjanmy)
- H. a. prophata Oberholser, 1911 – Półwysep Malajski, Sumatra i Borneo
- H. a. javana Chasen & Kloss, 1929 – Jawa i Bali (Indonezja)
- H. a. penidae Meise, 1942 – Nusa Penida (w pobliżu Bali w Małych Wyspach Sundajskich)
- H. a. karimatensis Chasen & Kloss, 1932 – Wyspy Karimata (u południowo-zachodnich wybrzeży Borneo)
- H. a. opisthocyanea Oberholser, 1911 – Wyspy Anambas (Morze Południowochińskie)
- H. a. gigantoptera Oberholser, 1911 – Natuna Besar (Wyspy Natuna, Morze Południowochińskie)
- H. a. consobrina Richmond, 1902 – monarszyk samotny[4] – Simeulue (na zachód od północnej Sumatry)
- H. a. leucophila Oberholser, 1911 – Siberut (w pobliżu południowej Sumatry)
- H. a. richmondi Oberholser, 1911 – Enggano (w pobliżu południowo-zachodniej Sumatry)
- H. a. abbotti Richmond, 1902 – monarszyk wulkaniczny[4] – wyspy Reusam i Babi (na zachód od północnej Sumatry)
- H. a. symmixta Stresemann, 1913 – zachodnie i centralne Małe Wyspy Sundajskie
- H. a. azurea (Boddaert, 1783) – monarszyk hiacyntowy[4] – Filipiny oprócz wyspy Camiguin Sur
- H. a. aeria Bangs & Peters, JL, 1927 – pierwotnie opisany jako oddzielny gatunek, występuje na wyspie Maratua (w pobliżu wschodniego Borneo)
- H. a. catarmanensis Rand & Rabor, 1969 – wyspa Camiguin Sur (południowe Filipiny)

W tradycyjnym ujęciu systematycznym do Hypothymis azurea zalicza się też dwa podgatunki, które obecnie większość autorów wyodrębnia do osobnego gatunku o nazwie Hypothymis puella (monarszyk mały):
- H. a. blasii E.J.O. Hartert, 1898 – Wyspy Banggai i Sula
- H. a. puella (Wallace, 1863) – Celebes i pobliskie wyspy

To starsze ujęcie systematyczne nadal stosują autorzy Kompletnej listy ptaków świata.

## Morfologia

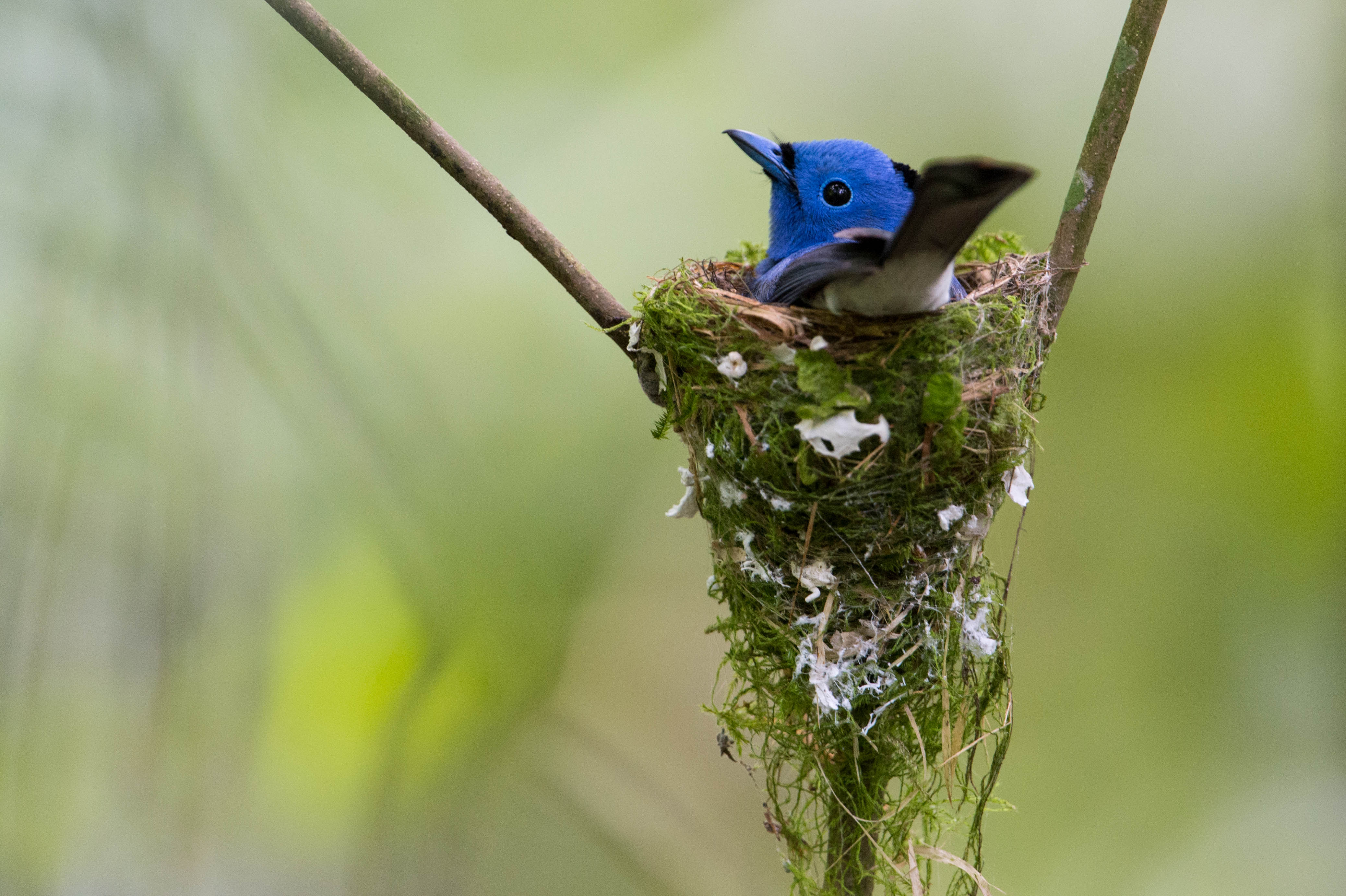
W gnieździe, Tajlandia

Dorosły samiec monarszyka hiacyntowego ma około 16 cm długości i jest głównie jasnolazurowoniebieski, z wyjątkiem białawego podbrzusza. Ma czarny kark i wąską czarną górną część piersi. Ubarwienie samicy jest bardziej matowe, pozbawione czarnych akcentów. Jej skrzydła i grzbiet są szaro-brązowe. Jednak kilka geograficznie oddzielonych populacji lęgowych różni się pod względem rozmiaru i odcienia oznaczeń.

## Zachowanie i ekologia

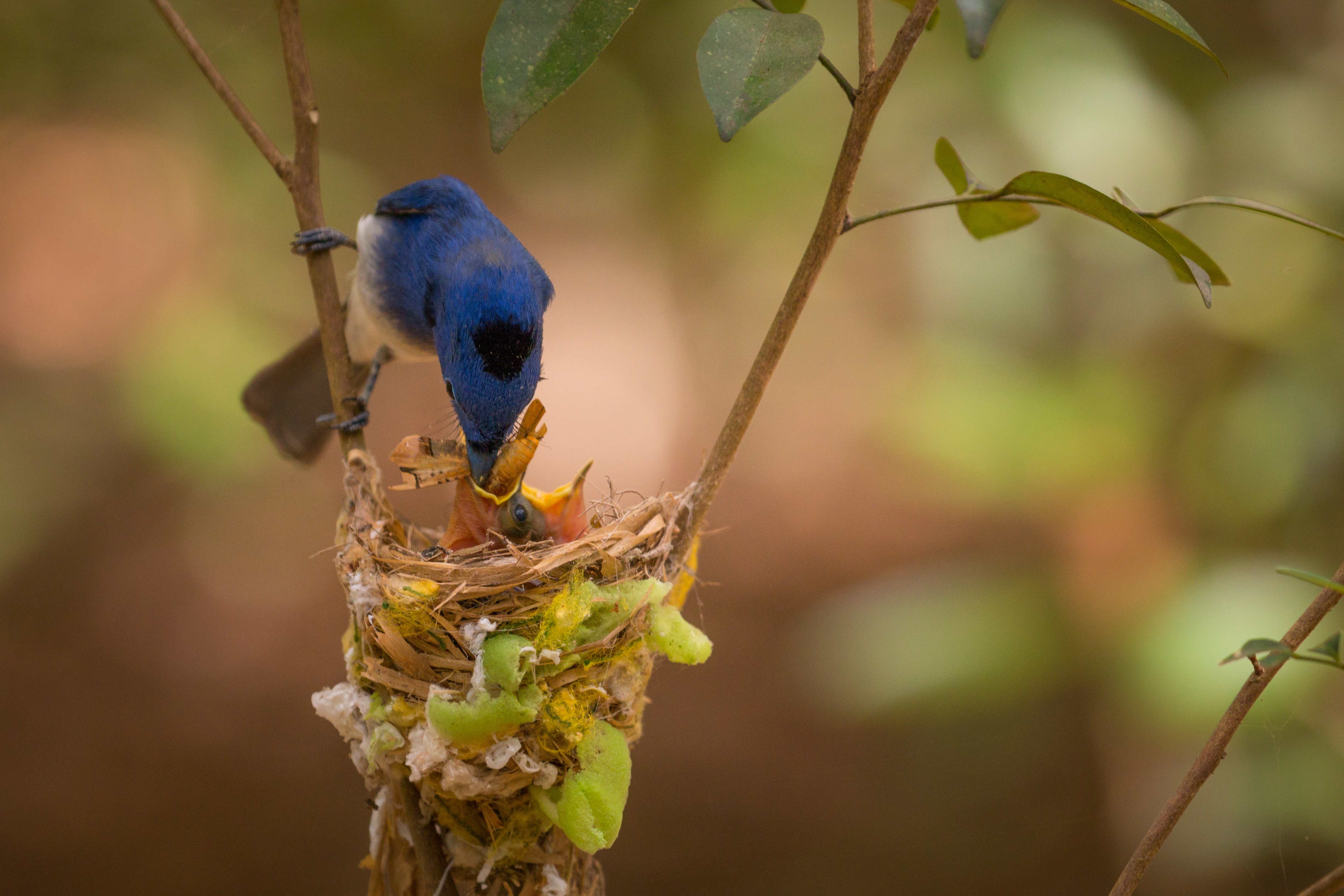
Podczas karmienia młodych, Park Narodowy Wilpattu – Sri Lanka

Wydawane dźwięki są ostre i gwałtowne. Ma krótkie nogi i zajmuje pozycję mocno wyprostowaną, gdy siedzi na gałęzi jak dzierzby. Jest owadożerny, często poluje łapiąc insekty w locie. Gdy jest zaniepokojony lub zaalarmowany, wznosi pióra na karku w spiczasty grzebień. Przyłącza się do żerujących stad mieszanych gatunków, będąc jednym z najliczniejszych ich członków wśród takich stad w Ghatach Zachodnich; jest aktywny w podszycie koron lasów. Badanie przeprowadzone na Sri Lance wykazało, że monarszyki są wrażliwe na ludzką aktywność, co powoduje, że oddalają się od terenów gdzie są niepokojone działalnością człowieka na około 75 m.
Chociaż są one w dużej mierze rezydentami, znane są lokalne wędrówki o charakterze sezonowym. Sezon lęgowy w Indiach trwa od marca do sierpnia, a gniazdo to prosty kielich umieszczony w rozwidleniu gałązek. Gniazdo jest wyłożone włóknami pajęczyny i grzybami, w tym z rodzaju Marasmius, które są znane z produkcji antybiotyków i mogą przynosić korzyści ptakom, chroniąc młode przed infekcjami. Gniazdo jest budowane przez samicę, podczas gdy samiec je strzeże. Zwykle składa trzy jaja w lęgu, które wysiadują oboje rodzice i oboje karmią młode, które wykluwają się po około 12 dniach.
Pajęczyny dużych pająków, takich jak Nephila pilipes, potrafią uwięzić ptaka. U monarszyka hiacyntowego w Kambodży wykryto astrowirusa, wirusa niewykrywanego wcześniej u wróblowych. Roztocze piór Proterothrix hypothymis (Pterodectinae: Protophyllodidae) zostało opisane u monarszyków w Wietnamie.